# イ・ボムス
イ・ボムス（이범수、1969年10月16日 - ）は、大韓民国忠清北道清州市出身の俳優。

## 経歴
中央大学校演劇映画学科、同大学院芸術学科（公演芸術学専攻）出身。大学在学中『ハムレット』に出演したのをきっかけに、舞台俳優としてキャリアをスタートさせた。大学3年次の1990年には、『そう、たまには空を見よう』で映画初出演を飾った。大学卒業後の1992年、徴兵で軍隊へ行き、1995年除隊。2000年よりテレビドラマへの出演も増え、『外科医ポン・ダルヒ』や『オンエアー』などに出演した。2009年秋より高麗大学言論大学院修士課程。
2000年アナーキストで第21回（2000年）青龍賞の男優助演賞にノミネートされる。2006年には『シティ・オブ・バイオレンス（相棒）』で大鐘賞をはじめ国内映画祭での演技部門で賞を獲得した他、翌2007年には百想芸術大賞のテレビ部門で人気賞を受賞した。
私生活では2003年に結婚したものの離婚、その後14歳年下のアナウンサーとの熱愛が報じられた。
2010年3月、マスクエンターテイメントへ移籍。
2010年12月、青龍映画賞の司会を担当。

## 出演作

### 映画
- スーパースター★カム・サヨン（2004年、カム・サヨン=主役）
- 十七歳のクーデター（1991年）
- 灼熱の屋上（1995年）
- ゴーストママ（1996年）
- 銀杏のベッド（1996年）
- 接続 ザ・コンタクト（1997年、配達員役）
- 男の香り（1998年）
- 太陽はない（1998年、取立て屋ビョングク役）
- 陽が西から昇ったら（1998年）
- 新装開店（1999年）
- バンジージャンプする（2000年）
- アナーキスト（2000年）
- 春の日は過ぎ行く（2001年）
- ひとまず走れ!（2002年、新米刑事役）
- ジャングル・ジュース（2002年）
- 夢精期（2002年、中学教師役）
- ピアノを弾く大統領（2002年）
- シングルス（2003年）
- オー!ブラザーズ（2003年）
- 英語完全征服（2003年）
- オー!マイDJ（2004年）
- 潜伏勤務（2005年）
- 恋の罠（2006年）
- シティ・オブ・バイオレンス（2006年）
- 花嫁はギャングスター3（2006年）
- がんばって生きてみよう（2006年）
- オンニが行く（2007年）
- カンナさん大成功です!（2007年）
- 悲しみよりもっと悲しい物語（2008年、ジュファン役）
- 重量★ガールズ キングコングを持ち上げろ!（2009年）
- チョン・スンピル失踪事件（2009年）
- ホン・ギルドンの後裔（2009年）
- 死体が帰ってきた（2012年）
- ビューティー・インサイド（2015年）
- オペレーション・クロマイト（2016年）
- 犯罪都市 NO WAY OUT（2023年） - ソウル地方警察庁広域捜査隊長 チャン・テス刑事
- 犯罪都市 PUNISHMENT（2024年） - ソウル地方警察庁広域捜査隊長 チャン・テス刑事

### テレビドラマ
- 皇帝の食卓
- オー!ハッピーデー
- 半月ごとに会って
- ラブストーリーメッセージ（1999年、SBS）
- ニューノンストップ（2000年-2002年、MBC）
- 夜一夜に（2000年、KBS）
- 目標達成 土曜日（2001年、MBC）
- イ・ソラの愛しますか（2001年、MBC）
- イ・ホンリョル ショー（2001年、SBS）
- スイートガイ（2006年、MBC）
- 愛するなら彼らのように（2007年、SBS） - オ・グァンノク役
- 外科医ポン・ダルヒ（2007年、SBS） - アン・ジュングン役
- オンエアー（2008年、SBS） - チャン・ギジュン役
- ジャイアント（2010年、SBS） - イ・ガンモ役
- Dr.JIN（2012年、MBC） - イ・ハウン役
- サラリーマン楚漢志（2012年、SBS） - ユ・バン役
- アイリス2（2013年、KBS） - ユ・ジュンウォン役
- 総理と私（2013年-2014年、KBS） - クォン・ユル役
- トライアングル（2014年、MBC） - チャン・ドンス役
- ラスト（2015年、JTBC） - クァク・フンサム役
- ファンタスティック・クラブ（2016年、KBS） - ワン・ハオ役
- プライバシー戦争（2020年、JTBC） - チェ・ヨンジン役